# David Chalmers
David John Chalmers (Sídney; 20 de abril de 1966) es un filósofo analítico australiano, especializado en filosofía de la mente y filosofía del lenguaje. Es conocido por representar el monismo de doble aspecto (dualismo de propiedades), por su argumento a favor de los zombis filosóficos, su réplica al problema de los qualia invertidos y ausentes del cuarto de Mary, por ser el autor del problema difícil de la consciencia y pionero de la tesis de la cognición extendida.

## Biografía
Chalmers estudió matemáticas en la Universidad de Adelaida, donde obtuvo en 1986 el título de Bachelor of Science, y posteriormente en la Universidad de Oxford (1987-88). En 1989 se trasladó a la Universidad de Indiana, donde trabajó en el Center for Research on Concepts and Cognition, dirigido por Douglas Hofstadter, y obtuvo en 1993 el título de doctorado en filosofía y ciencia cognitiva. Su trabajo de doctorado se transformó eventualmente en el célebre libro The Conscious Mind (1996). De 1993 a 1995 fue McDonnell Fellow de filosofía, ciencia cognitiva y psicología en la Universidad Washington en San Luis y luego fue profesor de filosofía en la Universidad de California en Santa Cruz (1995-98) y en la Universidad de Arizona (1999-2004). Desde 2004 es profesor y director del Center for Consciousness de la Universidad Nacional Australiana en Canberra y desde 2009 asiste regularmente como profesor a la Universidad de Nueva York. En 2013 fue nombrado miembro de la Academia Estadounidense de las Artes y las Ciencias.

## Problema difícil de la consciencia

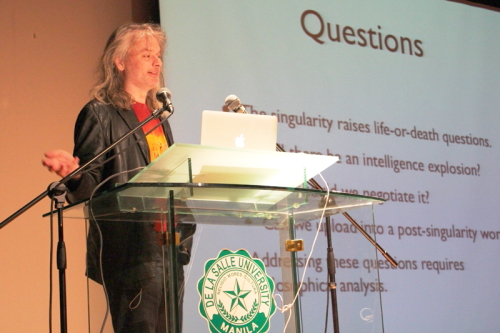
Chalmers en un evento del Año de Alan Turing en la Universidad de La Salle–Manila, 27 de marzo de 2012

Chalmers acuñó en 1995 la expresión del problema difícil de la consciencia (Hard Problem of Consciousness), el cual consiste en la dificultad de explicar la razón de las experiencias fenomenales o qualia; por qué, por ejemplo, duele cuando me pincho el dedo con una aguja. Es posible explicar muchos de los procesos fisiológicos internos que tienen lugar en una situación semejante: del dedo son transmitidos impulsos eléctricos a través de las fibras nerviosas hacia el cerebro, donde tiene lugar un procesamiento complejo de esa información. Pero, según Chalmers, no tenemos la más mínima idea de por qué duele, por qué todos esos complejos procesos no suceden sin que tenga que existir una chispa de conciencia. Este es el problema difícil de la consciencia y también el problema clásico de los qualia como fue formulado ya por Thomas Nagel, Frank Cameron Jackson y Joseph Levine.

## Obras
- The Conscious Mind: In Search of a Fundamental Theory (1996). Oxford University Press. hardcover: ISBN 0-19-511789-1, paperback: ISBN 0-19-510553-2
- Toward a Science of Consciousness III: The Third Tucson Discussions and Debates (1999). Stuart R. Hameroff, Alfred W. Kaszniak and David J. Chalmers (Editors). The MIT Press. ISBN 0-262-58181-7
- Philosophy of Mind: Classical and Contemporary Readings (2002). (Editor). Oxford University Press. ISBN 0-19-514581-X or ISBN 0-19-514580-1
- The Character of Consciousness (2010). Oxford University Press. hardcover: ISBN 0-19-531110-8, paperback: ISBN 0-19-531111-6
- Constructing The World (2012). Oxford University Press. hardcover: ISBN 978-0-19-960857-7, paperback:  ISBN 978-0199608584
- Reality+: Virtual Worlds and the Problems of Philosophy (2022). W. W. Norton & Company. Hardcover: ISBN 978-0-393-63580-5

## Edición en español
- Chalmers, David & Clark, Andy (2011). La mente extendida. Krk Ediciones. ISBN 978-84-8367-321-8.
- Chalmers, David J. (1999). La mente consciente. En busca de una teoría fundamental. Gedisa. ISBN 978-84-7432-692-5.